# Затеиха (Пучежский район)
Затеиха — деревня в Пучежском районе Ивановской области России. Административный центр Затеихинского сельского поселения.

## География
Деревня расположена в восточной части Ивановской области, в зоне хвойно-широколиственных лесов, на берегах реки Мохнихи, при автодороге 24Н-056, на расстоянии приблизительно 16 километров (по прямой) к западу-юго-западу от города Пучежа, административного центра района. Абсолютная высота — 122 метра над уровнем моря.

### Климат
Климат характеризуется как умеренно континентальный, с умеренно холодной снежной зимой тёплым влажным летом. Среднегодовая температура воздуха — 2,6 °C. Средняя температура воздуха самого холодного месяца (января) — −12,1 °C (абсолютный минимум — −39 °C); самого тёплого месяца (июля) — 17,7 °C (абсолютный максимум — 30 °С). Безморозный период длится около 139 дней. Годовое количество атмосферных осадков — 658 мм, из которых 417 мм выпадает в период с апреля по октябрь. Снежный покров устанавливается в третьей декаде ноября и держится в течение 145 дней.

### Часовой пояс
Деревня Затеиха, как и вся Ивановская область, находится в часовой зоне МСК (московское время). Смещение применяемого времени относительно UTC составляет +3:00.

## История
Деревня основана в 1897 году.
Днём деревни считается 6 июля.
До революции деревня относилась к Горбунихинской волости Юрьевецкого уезда Костромской губернии.
В середине 1940-х гг. Затеиху хотели переименовать в село Победа но люди не приняли такое название. В деревню было переселено много немцев и фиyнов. Потом переселенцы стали строить для себя жилье: сначала это были землянки, затем — бараки. Работали на заготовке леса. (Морозова Д. Из истории деревни Затеиха… // Пучежские Вести. 03.12.2012). Из-за ухода населения Затеихе приняли статус деревни а не поселка.
Затеихинское сельское поселение с центром в д. Затеиха образовано 25 февраля 2005 года в соответствии с Законом Ивановской области № 49-ОЗ.

## Инфраструктура
В деревне имеются отделение Пучежской ЦРБ, школа, сельский дом культуры, почтовое отделение, административные здания, часовня, вечный огонь и магазины.
В деревне с 1982 г. имеется централизованное водоснабжение от артезианских скважин и водонапорных башен Рожновского.
С 2017 г. деревня газифицирована (пущен газ в газопровод Илья-Высоково — Зарайское — Затеиха).
В деревне стоит вышка сотовой связи и телевизионной связи .

## Экономика
- ООО «Леспроминвест».
- ОГКУ «Пучежское Лесничество».

## Достопримечательности
- Мемориал воинам, погибшим в Великой Отечественной войне 1941—1945 г.
- Часовня.
- Затеихинский СДК
- Речка Мохниха
- Мемориальная Доска С. П. Кулакову
- Мемориальная Доска С. Н. Лукичеву

## Транспорт
Фактически производится регулярное сообщение с центром района — городом Пучеж и центром области — городом Иваново, а также городом Шуей и пос. Палех (через деревню проходит автодорога Пучеж — Иваново).

## Население
| 1897 | 1907 | 2002 | 2010 |
| ---- | ---- | ---- | ---- |
| 11   | ↗31  | ↗626 | ↘485 |

Согласно результатам переписи 2002 года, в национальной структуре населения русские составляли 99 %.